# GIJS Groningen
Der GIJS Groningen (Groninger IJshockey Stichting) ist ein niederländischer Eishockeyklub aus Groningen. Die Mannschaft spielte bis 2010 als eines von neun Teams in der höchsten Klasse des Landes, der Eredivisie. Derzeit spielt sie in der zweitklassigen Ersten Division.

## Geschichte

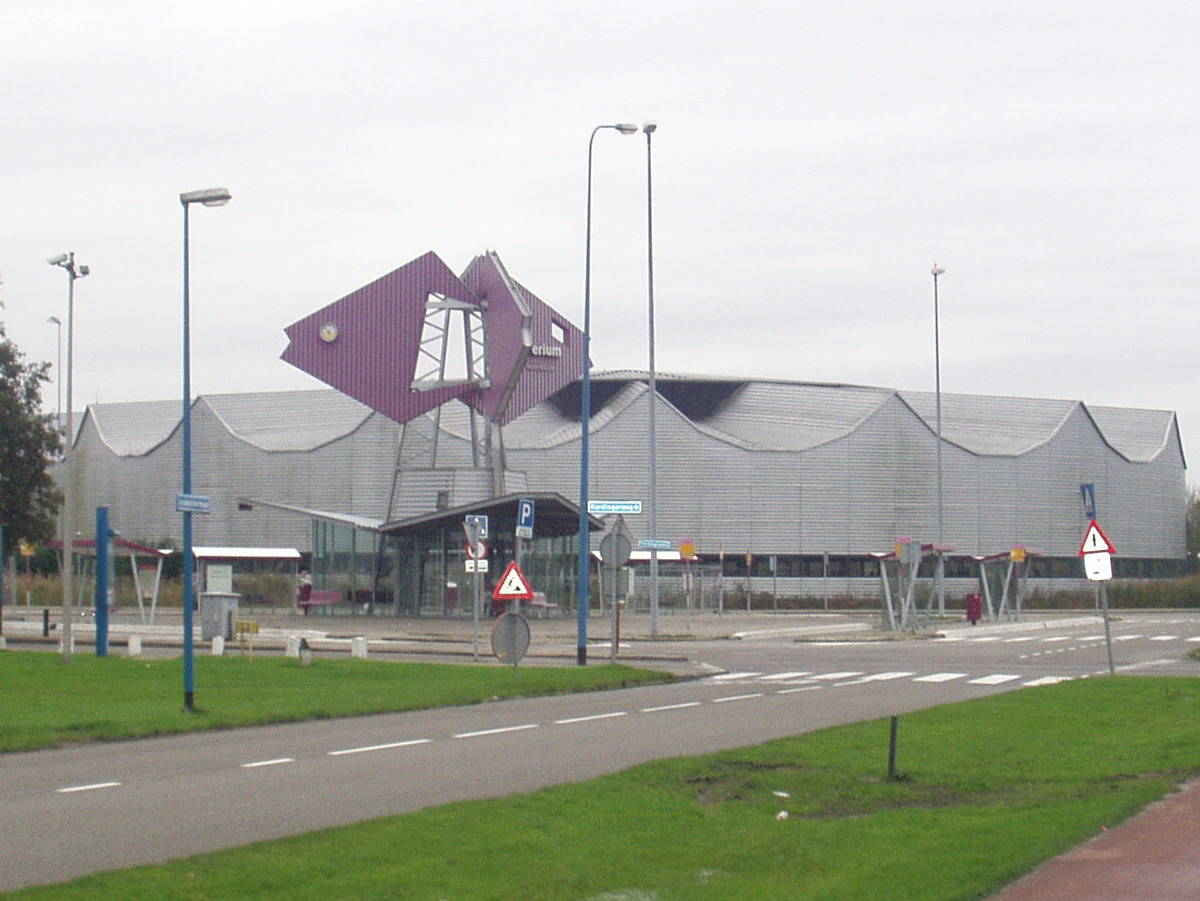
Das Sportcentrum Kardinge, Heimspielstätte des Clubs

Der Verein wurde am 23. Dezember 1969 als Groninger IJshockey Stichting (GIJS) gegründet und spielte bis 1976 in den unteren Spielklassen der Niederlande. 1976 gelang der Aufstieg in die Eredivisie, der höchsten nationalen Spielklasse. In der Saison 1985/86 gewann die Mannschaft zum ersten und bisher einzigen Mal den niederländischen Meistertitel.
Aufgrund fehlender Sponsoreneinnahmen zog sich der Verein 1988 aus der Eredivisie zurück und spielte fortan in der obersten Amateurliga des Landes, der Eerste divisie. In den Jahren 2006 und 2007 gewannen die Grizzlies die Meisterschaft dieser Liga und stiegen 2007 wieder in die Eredivisie auf. Mit Sergei Jaschin als Trainer belegte das Team in den folgenden drei Jahren meist hintere Tabellenplätze und gewann in der Saison 2009/10 nur ein einziges Spiel. Aufgrund dieses Misserfolges und sinkender Zuschauerzahlen zog sich der Verein im Sommer 2010 erneut aus der Eredivisie zurück. Derzeit nimmt die Mannschaft unter ihrem alten Namen GIJS Bears Groningen an den Spielen der zweitklassigen Ersten Division teil.

## Erfolge
- Niederländischer Meister: 1985/86
- Meister der Eerste Divisie: 2005/06, 2006/07, 2017/18

## Saisonstatistik
Legende zur Saisonstatistik: GP oder Sp = Spiele insgesamt; W oder S = Siege; L oder N = Niederlagen; T oder U = Unentschieden; OTS = Siege nach Verlängerung (Overtime);  OTN oder OL = Overtime-Niederlagen; SOS = Shootout-Siege; SOL oder SON = Shootout-Niederlagen; P oder Pkt = Punkte; Pct % = Siege in %; GF oder T = Tore; GA oder GT = Gegentore
| Saison    | Sp             | S              | OTS            | U              | OTN            | N              | T              | GT             | P              | Platz          | Playoffs                              |
| --------- | -------------- | -------------- | -------------- | -------------- | -------------- | -------------- | -------------- | -------------- | -------------- | -------------- | ------------------------------------- |
| 2009–10   | 28             | 1              | 0              | -              | 1              | 26             | 87             | 223            | 4              | 8. Platz       | nicht qualifiziert                    |
| 2008–09   | 24             | 10             | 2              | -              | 0              | 12             | 77             | 90             | 34             | 6. Platz       | Viertelfinale-Niederlage gegen Geleen |
| 2007–08   | 24             | 1              | 1              | -              | 1              | 21             | 61             | 207            | 6              | 7. Platz       | nicht qualifiziert                    |
| 1988–2006 | Eerste divisie | Eerste divisie | Eerste divisie | Eerste divisie | Eerste divisie | Eerste divisie | Eerste divisie | Eerste divisie | Eerste divisie | Eerste divisie |                                       |
| 1986–87   | 10             | 4              | -              | 2              | -              | 4              | 52             | 54             | 12             | 4. Platz       | nicht qualifiziert                    |
| 1985–86   | 16             | 10             | -              | 2              | -              | 4              | 87             | 60             | 22             | 1. Platz       | Meister                               |
| 1984–85   | 36             | 27             | -              | 1              | -              | 8              | 289            | 136            | 55             | 4. Platz       | Dritte Runde                          |
| 1983–84   | 10             | 3              | -              | 0              | -              | 7              | 39             | 65             | 6              | 5. Platz       | Halbfinal-Niederlage gegen (0:2)      |
| 1981–83   | Eerste divisie | Eerste divisie | Eerste divisie | Eerste divisie | Eerste divisie | Eerste divisie | Eerste divisie | Eerste divisie | Eerste divisie | Eerste divisie |                                       |
| 1980–81   | 32             | 13             | -              | 5              | -              | 14             | 171            | 136            | 31             | 6. Platz       | nicht qualifiziert                    |
| 1979–80   | 18             | 10             | -              | 3              | -              | 5              | 102            | 76             | 23             | 4. Platz       | Dritte Runde                          |
| 1978–79   | 18             | 11             | -              | 1              | -              | 6              | 91             | 76             | 23             | 4. Platz       | Zweite Runde                          |
| 1977–78   | 20             | 15             | -              | 0              | -              | 5              | 114            | 86             | 30             | 1. Platz       | Zweite Runde                          |
| 1976–77   | 24             | 9              | -              | 1              | -              | 14             | 127            | 154            | 30             | 6. Platz       | −                                     |
| 1975–76   | 14             | 9              | -              | 2              | -              | 7              | 62             | 77             | 12             | 5. Platz       | −                                     |